# NFC North
NFC North är en av åtta divisioner i National Football League (NFL). NFC North är den norra divisionen i National Football Conference (NFC).
Divisionen består av de fyra klubbarna Chicago Bears, Detroit Lions, Green Bay Packers och Minnesota Vikings.